# O-Ren Ishii
O-Ren Ishii es un personaje ficticio creado por Quentin Tarantino. Está interpretada por Lucy Liu. Es una de los principales antagonistas de las películas de Kill Bill.

## Biografía ficticia

### Pasado
O-Ren Ishii nació en una base militar: medio japonesa y medio chino-estadounidense, la niña tuvo su primera experiencia con la muerte a los 9 años, cuando el jefe Matsumoto hizo masacre de sus dos padres.
Su padre (chino-americano) murió empalado por la katana Hatori Hanzo de uno de los matones del jefe Matsumoto tras haber derrotado en combate a otros dos. Su madre (japonesa) murió a continuación por la misma katana, a manos del propio Matsumoto. O-Ren decidió vengarse: a los 11 años lo mata gracias a la oportunidad que Matsumoto -pedófilo- le proporciona.
A los 20 años, O-Ren ya era una de los asesinas con más experiencia en el mundo. Fue en este clima de popularidad que Bill la llamó a formar parte de su Escuadrón Asesino Víbora Letal. Su nombre en clave fue Mocasín (Cotton Mouth en el original).

### Volumen 1
En los cuatro años de coma de La Novia, O-Ren fue escalando dentro de los más altos cargos de la Yakuza (organización mafiosa) de Tokio, hasta llegar a la cumbre. El único en contra de su designación era el jefe Tanaka, quien vio en O-Ren una mezcla de razas y una paria indigna de poseer un título tan honorable como el de líder de la Yakuza.
Por ello, el jefe fue decapitado por O-Ren, obteniendo el resultado de no tener detractores y, al mismo tiempo dando una advertencia a los demás miembros de la Yakuza de que si no quieren morir deben evitar a toda costa hablar en forma negativa de sus orígenes.
Cuando Beatrix despertó de su coma después de cuatro años, fue a matar a O-Ren a Japón. Después de lidiar con sus guardaespaldas personales, los 88 maníacos, y luego de hacer frente a la tremenda Gogo Yubari y a Johnny Mo, la Novia se encontró frente a frente con su excompañera.
En primer lugar O-Ren dañó la espalda a Beatrix, y luego esta se puso de pie y siguió luchando. Después de haber devuelto el golpe a la pierna derecha, le cortó limpiamente el cráneo a O-Ren, quien murió en un jardín de invierno con el cerebro descubierto.

### Volumen 2
En el segundo volumen, se ve a O-Ren participando en la masacre que tuvo lugar durante el ensayo de la ceremonia de Beatrix (La Novia).